# 怀素律师
怀素律师（624年—697年），唐朝南阳人，俗姓范，东塔律宗的创始人。
10岁出家，拜律宗相部创始人法砺和尚为师学习律宗经典。唐贞观十九年（645年），玄奘取经回长安，怀素遂拜玄奘为师，攻律部经典。后对其本师法砺的学说不满，著《四分律开宗记》、《新疏拾遗钞》、《四分僧尼羯磨文》等新疏解多种。因怀素居住在长安太原寺东塔，故其所创律宗被世人称为“东塔律宗”，为律宗三派之一。